# 기저효과
기저효과(base effect)는 전년 같은 기간에 인플레이션이 너무 낮은 경우 전년의 같은 기간의 인플레이션과 관련한다. 반면에 물가 지수가 전년의 같은 기간에 빠른 속도로 상승하고 높은 인플레이션을 기록했다면 비슷한 절대적 물가지수의 증가가 지금은 낮은 인플레이션을 보이게 된다.

## 같이 보기
- 연평균 성장률
- 경로 의존성